# Ji Dong-won
Ji Dong-Won (Chuja-myeon, 28 de maio de 1991) é um futebolista profissional sul-coreano, atua como atacante, atualmente defende o Mainz 05.

## Carreira
Ji Dong-Won representou a Seleção Sul-Coreana de Futebol na Copa da Ásia de 2011, na Copa do Mundo de 2014 e nas Olimpíadas de 2012.